# エナジーサポート
エナジーサポート株式会社（英: ENERGY SUPPORT CORPORATION ）は、愛知県犬山市に本社を置く配電用機器メーカーで日本ガイシの連結子会社。

## 沿革
- 1927年（昭和2年）11月1日 - 「合資会社高岡配電器具製作所」を創業。
- 1930年（昭和5年）10月 - 「合資会社高松電気製作所」に商号を変更。
- 1949年（昭和24年）12月15日 - 「株式会社高松電気製作所」を設立。
- 1962年（昭和37年）8月 - 名古屋証券取引所市場第二部及び大阪証券取引所(現物株は現在の東京証券取引所)市場第二部に株式を上場。
- 1965年（昭和40年）6月 - 日本碍子株式会社と業務提携。
- 1987年（昭和62年）11月 - 「エナジーサポート株式会社」へ商号を変更。
- 1996年（平成8年）4月 - ISO 9001認証を取得。
- 2000年（平成12年）6月 - ISO 14001認証を取得。
- 2002年（平成14年）7月 - 日本碍子株式会社より計測機器事業を譲受。
- 2012年（平成24年）
  - 7月26日 - 上場廃止。
  - 7月31日 - 日本碍子株式会社の完全子会社となる。
- 2019年（平成31年）3月 - ISO45001認証を取得。

## 主な製品
- 開閉器
  - 架空開閉器
  - 地中開閉器
- 保護機器
  - カットアウト
  - ヒューズ
- 配電機材
  - 静止型無効電力補償装置
- 計測器
  - ジルコニア式酸素分析計
  - ジルコニア式NOxガス分析計
  - 光散乱式ダスト濃度計

## 事業所
- 本社（愛知県犬山市）
- 東京支社（東京都港区）
- 名古屋営業所（愛知県犬山市）
- 大阪営業所（大阪府大阪市西区）
- 福岡営業所（福岡県福岡市中央区）

## エナジスグループ
- 北陸エナジス株式会社
- エナジス産業株式会社
- 関西エナジス株式会社
- 九州エナジス株式会社
- 愛那其斯電机（上海）有限公司